# Мэтисон, Диана
Диана Беверли Мэтисон (англ. Diana Beverly Matheson; род. 6 апреля 1984, Миссиссога, Онтарио) — канадская бывшая футболистка, полузащитник клуба «Канзас-Сити» (2021) и сборной Канады (2003—2020). Ушла из спорта в июле 2021 года. Сооснователь и CEO компании Project 8 Sports Inc., которая создаёт профессиональную женскую футбольную лигу Канады.

## Ранние годы
Родившаяся в Миссиссоге, Мэтисон посещала среднюю школу в Оквилле, где она получила награду по легкой атлетике. Как член провинциальной команды Онтарио с 1999 по 2002 год, она выиграла национальный чемпионат в 2001 году и заняла второе место в 2002 году. Она была капитаном команды в 2002 году. Играя за женскую команду Оквилла, Мэтисон стала обладательницей Кубка Онтарио 2002 года.

### Университет
Мэтисон училась по специальности в области экономики в Принстонском университете в Принстоне, штат Нью-Джерси, и была признана Игроком года Лиги плюща в 2007 году и спортсменкой года в Принстоне среди женщин в 2008 году.
Будучи новичком в 2004 году, Мэтисон была названа «Новичком года Лиги Плюща». В течение второго года обучения она забила пять голов, заняв второе место в команде, и достигла командного максимума в семь передач (заняла третье место в Лиге плюща). Мэтисон получила награды первой команды SoccerBuzz во всех регионах и награды NSCAA во всех регионах. Будучи юниором в 2006 году, Мэтисон выступила сокапитаном команды и возглавила «Тигров» с восемью голами и пятью передачами, несмотря на пропущенные пять игр, чтобы тренироваться с канадской национальной командой. Будучи старшекурсницей, Мэтисон пропустила первые семь игр, чтобы принять участие в чемпионате мира 2007 в Китае.
В настоящее время проходит обучение по программе Executive Master of Business Administration (EMBA) в Школе бизнеса Стивена Смита при Университете Куинс в Кингстоне.

## Клубная карьера

### «Стрёммен»
Мэтисон сыграла вторую половину сезона 2008 года в составе норвежской команды Стрёммен, заняв второе место в Топпсериен, а также в национальном кубке. Она присоединилась к тому же клубу в сезоне 2009 года с апреля по октябрь, а также в первой половине 2010 года, пока обязанности сборной не отозвали её. Её можно увидеть на видео, снятом её норвежской командой.

### «Вашингтон Спирит»
В начале 2013 года было объявлено, что Мэтисон станет футболисткой клуба «Вашингтон Спирит» из Национальной женской футбольной лиги. Дебютный матч состоялся 15 апреля 2013 в матче против «Бостон Брйкерс». Дебютный гол состоялся 20 апреля того же года в домашнем матче против «Вестерн Нью-Йорк Флэш». По окончании сезона 2013 года было объявлено, что Мэтисон была выбрана в команду года чемпионата в качестве полузащитника.
Мэтисон с восемью голами и шестью передачами в регулярном сезоне помогла привести «Спирит» к своему первому плей-офф в 2014 году.
После присоединения к команде в конце 2015 года из-за травмы и участия в чемпионате мира по футболу среди женщин 2015 года Мэтисон забила три гола и отдала две передачи в девяти играх.
В 2016 году она забила четыре гола, заняв второе место в команде. Мэтисон в настоящее время является рекордсменкой по количеству забитых мячей (23) и передач (12) за «Спирит». В 2016 году столичный клуб в стадии плей-офф попал на «Вестерн Нью-Йорк Флэш». Игра в дополнительное время завершилась со счетом 2:2 и перешла в серию пенальти. Мэтисон была пятой футболисткой, которая должна была исполнять пенальти, но Сабрина Ди Энджело отразила её удар и обеспечила победу для Флэша.
В межсезонье «Вашингтон Спирит» обменял многих своих опытных игроков. В январе 2017 года Мэтисон была продана в «Сиэтл Рейн» в обмен на Ариэль Шип и выбор в третьем раунде драфта колледжа 2018 года.

### «Сиэтл Рейн»
Мэтисон получила травму во время тренировки с канадской национальной командой в феврале и пропустила весь сезон 2017 года. На драфте колледжа в 2018 году она попала в «Юту Роялс» в обмен на Яэль Авербух и выбор в третьем раунде. Мэтисон не сыграла ни в одном официальном матче за «Рейн».

### «Юта Роялс»
Мэтисон появилась в 21 матче за Юту в 2018 году, забив 2 гола. Она вернулась в Юту на сезон 2019 года, но получила травму ноги на сборах в канадской национальной команде, что потребовало хирургического вмешательства, заставившего её пропустить весь сезон.

## Международная карьера

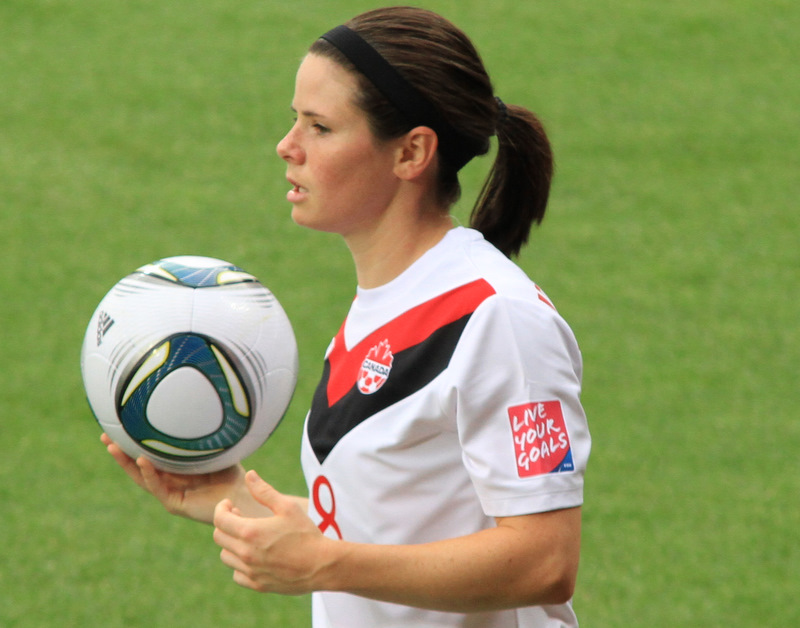
Мэтисон на чемпионате мира 2011

Мэтисон дебютировала за национальную сборную Канады на Кубке Алгарве в марте 2003 года. Она участвовала на чемпионате мира среди женщин 2007 года, где появилась во всех трех матчах группового этапа Канады, но они заняли третье место в своей группе и не вышли в нокаут-раунд. В 2008 году Мэтисон впервые была вызвана в олимпийскую команду, где появилась во всех четырёх матчах за Канаду, дойдя до четвертьфинала с Соединёнными Штатами.
Мэтисон играла на своем втором чемпионате мира подряд в 2011 году, где Канада снова не продвинулась дальше группового этапа. На Панамериканских играх 2011 года Мэтисон помогла Канаде выиграть золотую медаль, победив в финале Бразилию. Матч завершился со счетом 1:1 после дополнительного времени и перешёл в серию пенальти. Мэтисон была первой футболисткой североамериканской сборной, которая исполняла удар с 11 метров. Она забила, а серия завершилась со счетом 4:3, позволив Канаде впервые в футбольной истории выиграть золото на Панамериканских играх.
Мэтисон была снова включена в олимпийскую сборную Канады в 2012 году, где она играла полностью во всех шести матчах Канады. В четвертьфинале они одолели хозяек. В полуфинале проиграли американкам, пропустив на последней минуте дополнительного времени. В матче за бронзу против Франции Мэтисон забила победный гол на 92-й минуте и обеспечила первую медаль в истории для женской сборной Канады по футболу.
В октябре 2014 года Мэтисон получила травму в товарищеском матче против Японии. Эта травма поставила под сомнение её участие в чемпионате мира 2015 года, который проходил в Канаде. Мэтисон вовремя поправилась и была включена в состав на домашний мундиаль. Сыграла только 28 минут, выйдя на замену, в проигрышном четвертьфинальном матче против англичанок (1:2).
В 2016 году была в третий раз вызвана в олимпийскую сборную, где канадки второй раз подряд взяли бронзовые медали. 14 октября 2018 года Мэтисон сыграла свой 200-й матч за национальную сборную, 181 из которых был начат в стартовом составе.
В мае 2019 года было объявлено, что Мэтисон не будет включена в состав на чемпионат мира 2019 года из-за травмы ноги, которая потребует хирургического вмешательства.

### Голы за сборную
| #  | Дата             | Место                      | Соперник          | Счет | Результат | Турнир                                       |
| -- | ---------------- | -------------------------- | ----------------- | ---- | --------- | -------------------------------------------- |
| 1  | 15 июня 2003     | Масатлан, Мексика          | Мексика           | 3–0  | 3–0       | Товарищеский матч                            |
| 2  | 6 мая 2007       | Нанкин, Китай              | Китай             | 1–2  | 1–2       | Товарищеский матч                            |
| 3  | 14 июля 2007     | Рио-де-Жанейро, Бразилия   | Уругвай           | 3–0  | 7–0       | Панамериканские игры 2007                    |
| 4  | 14 июня 2008     | Сувон, Южная Корея         | Аргентина         | 1–0  | 5–0       | Мировой королевский кубок                    |
| 5  | 20 февраля 2010  | Ларнака, Кипр              | Польша            | 3–0  | 3–0       | Товарищеский матч                            |
| 6  | 3 марта 2010     | Никосия, Кипр              | Новая Зеландия    | 1–0  | 1–0       | Женский Кубок Кипра 2010                     |
| 7  | 30 сентября 2010 | Торонто, Канада            | Китай             | 1–0  | 3–1       | Товарищеский матч                            |
| 8  | 9 декабря 2010   | Сан-Паулу, Бразилия        | Нидерланды        | 3–0  | 5–0       | Международный женский футбольный турнир 2010 |
| 9  | 9 декабря 2010   | Сан-Паулу, Бразилия        | Нидерланды        | 4–0  | 5–0       | Международный женский футбольный турнир 2010 |
| 10 | 7 июня 2011      | Телки, Венгрия             | Венгрия           | 1–0  | 1–0       | Товарищеский матч                            |
| 11 | 14 июля 2012     | Шатель-Сен-Дени, Швейцария | Новая Зеландия    | 1–0  | 2–0       | Товарищеский матч                            |
| 12 | 9 августа 2012   | Ковентри, Великобритания   | Франция           | 1–0  | 1–0       | Летние Олимпийские игры 2012                 |
| 13 | 6 марта 2013     | Ларнака, Кипр              | Швейцария         | 2–0  | 2–0       | Женский Кубок Кипра 2013                     |
| 14 | 7 марта 2014     | Ларнака, Кипр              | Италия            | 1–0  | 3–1       | Женский Кубок Кипра 2014                     |
| 15 | 12 марта 2014    | Никосия, Кипр              | Ирландия          | 1–1  | 2–1       | Женский Кубок Кипра 2014                     |
| 16 | 13 декабря 2015  | Натал, Бразилия            | Тринидад и Тобаго | 1–0  | 4–0       | Международный женский футбольный турнир 2015 |
| 17 | 14 февраля 2016  | Хьюстон, США               | Тринидад и Тобаго | 1–0  | 6–0       | Олимпийская квалификация КОНКАКАФ 2016       |
| 18 | 8 октября 2018   | Эдинберг, США              | Куба              | 12–0 | 12–0      | Золотой кубок КОНКАКАФ 2018                  |
| 19 | 10 марта 2020    | Кале, Франция              | Бразилия          | 1–2  | 2–2       | Женский французский турнир 2020              |

## Достижения

### Сборная
- Бронзовая призёрша летних Олимпийских игр: 2012, 2016